# David Caldwell (Leichtathlet)
David Caldwell (David Story „Dave“ Caldwell; * 27. April 1891 in Byfield, Massachusetts; † 6. Januar 1953 ebenda) war ein US-amerikanischer Mittelstreckenläufer.
Bei den Olympischen Spielen 1912 in Stockholm wurde er über 800 m Vierter.
1912 und 1915 wurde er US-Vizemeister über 880 Yards, 1915 US-Hallenmeister über 1000 Yards.